# عرقون ألتاوي
عرقون ألتاوي (الاسم العلمي:Euphrasia altaica) هو نوع غير مؤكد من النباتات يتبع جنس العرقون من الفصيلة الهالوكية.